# Hamiltony
Hamiltony (deutsch Hamilton) ist ein Ortsteil von Vyškov in Tschechien. Er liegt vier Kilometer nordwestlich von Vyškov und gehört zum Okres Vyškov.

## Geographie
Das Straßendorf Hamiltony erstreckt sich rechtsseitig des Flüsschens Velká Haná am Südostabfall des Drahaner Berglandes. Gegen Norden befindet sich der Truppenübungsplatz Březina, dort erhebt sich der Věsperk (Wiesberg, 457 m). Westlich liegt die Wüstung Lipina und dahinter im Tal der Malá Haná die Talsperre Opatovice.
Nachbarorte sind Véspěrk im Norden, Radslavičky im Nordosten, sídliště Víta Nejedlého im Osten, Dědice im Süden, Opatovice im Südwesten sowie Lhota im Nordwesten.

## Geschichte

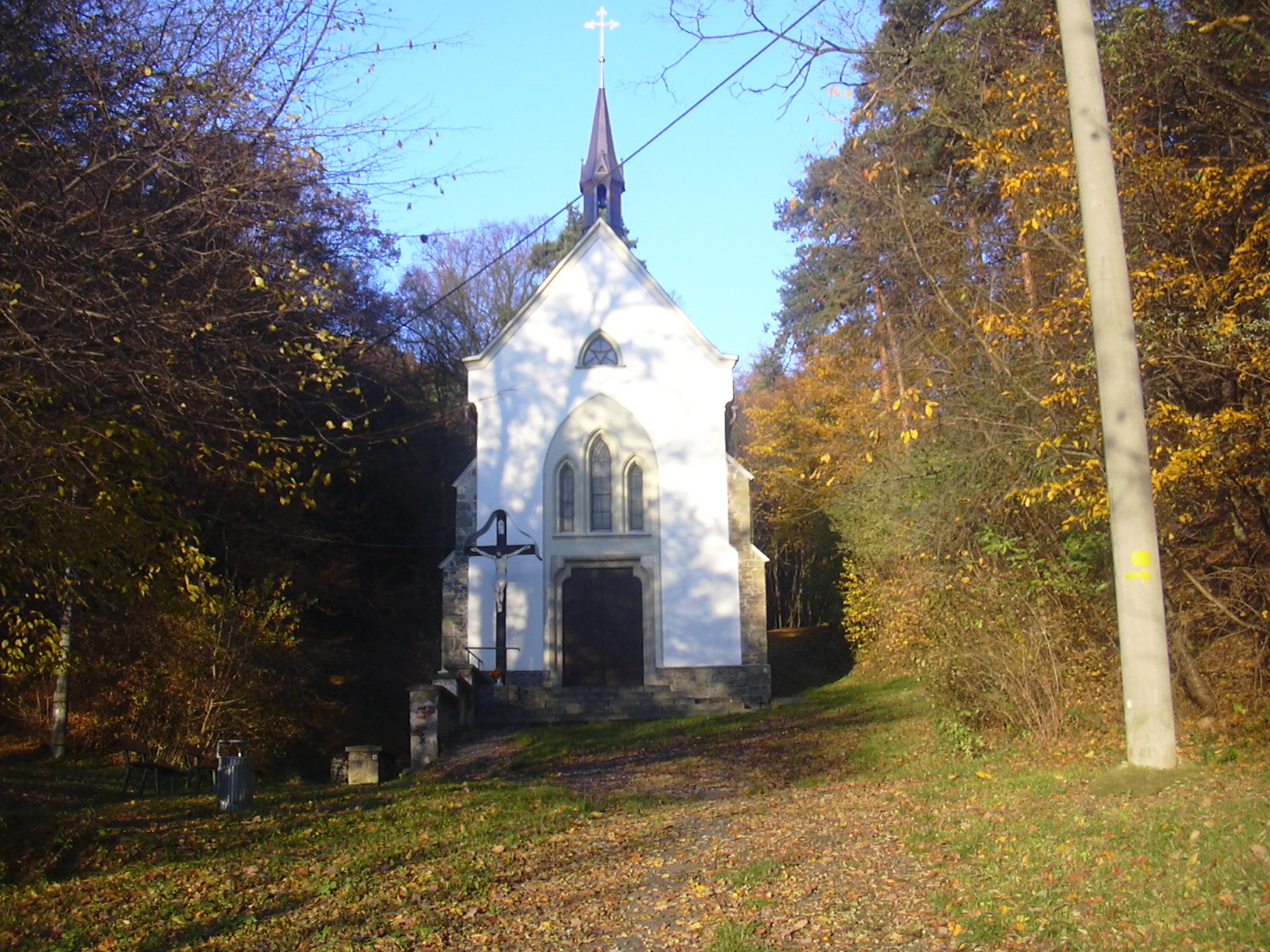
Kapelle "Strachotínka"

Das Dorf wurde 1761 durch den Olmützer Fürstbischof Maximilian von Hamilton gegründet und ist nach ihm benannt. Zum Bau der ersten Häuser wurden Steine der Burgruine Dědice verwendet. Das erste Grundbuch wurde 1764 angelegt. Bis 1784 wurde das Dorf im tschechischen Sprachgebrauch als Hamiltonky bezeichnet. Im Jahre 1791 lebten in Hamiltony 174 Personen; 1834 waren es 199. Bis zur Mitte des 19. Jahrhunderts blieb das Dorf immer der bischöflichen Herrschaft Wischau untertänig.
Nach der Aufhebung der Patrimonialherrschaften bildete Hamilton ab 1850 einen Ortsteil der Gemeinde Dědice in der Bezirkshauptmannschaft Wischau. Bis 1880 wuchs die Einwohnerzahl auf 297 an und im Jahre 1900 lebten in dem Ort 374 Menschen. Dieser Trend setzte sich fort und im Jahre 1910 lebten in Hamiltony 451 Personen. 1921 hatte das Dorf 478 Einwohner, 1931 waren es 476. Im Laufe der Zeit wuchs das Dorf nach Norden hin auf das linke Ufer der Velká Haná an. Während der deutschen Besetzung erfolgte 1940 der Beschluss zur Erweiterung des Schießplatzes Wischau zu einem großen Truppenübungsplatz der Wehrmacht. Zu den 33 für die Errichtung des Truppenübungsplatzes Wischau zu räumenden Dörfern gehörte in der ersten, bis 31. März 1941 zu realisierenden Etappe, auch Hamilton. Die 569 Einwohner wurden aus den 85 Häusern des Dorfes zwangsausgesiedelt. Nach dem Ende des Zweiten Weltkrieges wurde der Ort ab Juni 1945 wieder besiedelt und zugleich nach Vyškov eingemeindet. Nachdem 1951 der Truppenübungsplatz Březina errichtet worden war, entstand östlich des Dorfes die große Plattenbausiedlung sídliště Víta Nejedlého in der die Militärakademie Vyškov und die Verwaltung des Truppenübungsplatzes ihren Sitz hat. Im Jahre 1991 hatte das Dorf 312 Einwohner. Hamiltony bestand im Jahre 2001 aus 130 Häusern mit 326 Einwohnern.

## Ortsgliederung
Der Ortsteil Hamiltony ist Teil des Katastralbezirkes Dědice u Vyškova.

## Sehenswürdigkeiten
- Kapelle des hl. Cyrill und Method, die volkstümlich als "Strachotínka" bezeichnete neogotische Kapelle, entstand 1871 nördlich des Dorfes an einer Quelle in einem linken Seitental der Velká Haná. Legenden zufolge sollen die Apostel an dieser Stelle Taufen vorgenommen haben und das Wasser die Bewohner von Hamilton im Jahre 1855 vor der Cholera bewahrt haben
- Reste der Burg Dědice, nördlich des Dorfes auf einem Felssporn über der Velká Haná. Sie wurde in der Mitte des 13. Jahrhunderts von Milota von Dědice errichtet und ist seit 1278 schriftlich belegt. Die Burg erlosch im 15. Jahrhundert.